# White Feathers
White Feathers  – debiutancki album brytyjskiej grupy Kajagoogoo, wydany w 1983 roku. Płyta zawiera m.in. przebój "Too Shy" oraz dwa single "Ooh To Be Ah" i "Hang On Now". 

## Lista utworów
1. White Feathers
2. Too Shy
3. Lies and Promises
4. Magician Man
5. Kajagoogoo
6. Ooh To Be Ah
7. Hang On Now
8. This Car Is Fast
9. Ergonomics
10. Frayo

Bonus
1. Too Shy (Instrumental Mix)
2. Take Another View
3. Interview Rooms
4. Animal Instincts
5. Introduction
6. Too Shy (Midnight Mix)
7. Ooh To Be Ah (The Construction Mix)
8. Hang On Now (Extended Version)